# Цвях пристрасті
Цвях пристрасті — негеральдична фігура, яка нечасто з'являється на гербах.
Як правило, три цвяхи зображуються на основі зображень розп'яття Христа. Вони представлені в основному срібною тинктурою. Головка цвяха в гербі зазвичай використовується в гранчастому варіанті. Розташування в гербі дуже різне, але відповідає правилам для загальної фігури. Страстні цвяхи часто поєднуються в гербі з іншими знаряддями страждання, такими як терновий вінок, хрест або іконографічні атрибути, такі як хустка Вероніки.
Існують також герби з п'ятьма цвяхами пристрасті, наприклад, герб французького муніципалітету Маян. У цьому числі вони втілюють п'ять ран Христа.

## Приклади

П'ять пристрасних цвяхів на гербі Майана
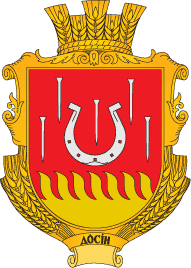
Досін (Україна)
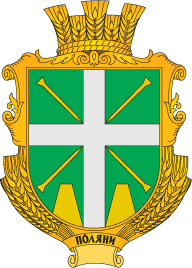
Поляни (Хмельницький район)
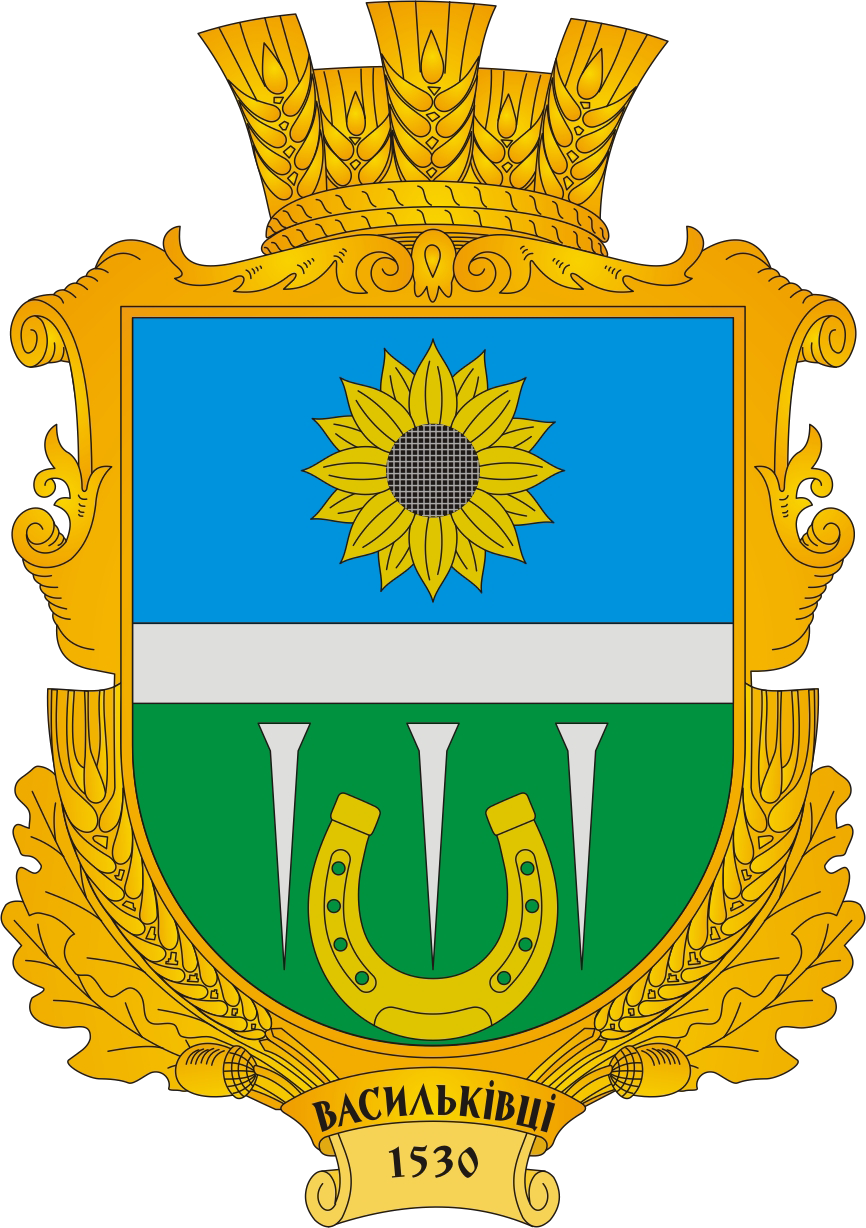
Васильківці (Хмельницький район)
Вінгероде
Сен-Мор-де-Фосс
Нагольд
Серце з трьома вставленими цвяхами пристрасті